# Jurassique moyen
Stratigraphie
Jurassique inférieur Jurassique supérieur
Paléogéographie et climat
Le Jurassique moyen, aussi connu sous le nom de Dogger, est une époque de la période géologique du Jurassique.
Cette époque s'étend de -175,6 ± 3,0 à -161,2 ± 4,0 Ma.
Le Dogger est divisé en quatre étages :
| - Callovien | (164,7 ± 4,0 - 161,2 ± 4,0 Ma) |
| - Bathonien | (167,7 ± 3,5 - 164,7 ± 4,0 Ma) |
| - Bajocien  | (171,6 ± 3,0 - 167,7 ± 3,5 Ma) |
| - Aalénien  | (175,6 ± 2,0 - 171,6 ± 3,0 Ma) |